# Loona
Marie-Jose van der Kolk (mer känd som Loona eller Carisma), född 16 september 1974 i Ĳmuiden, är en nederländsk sångerska, låtskrivare och dansös. Hon är mest känd för sitt samarbete med sin man DJ Sammy som hon har dottern Saphira Maria (född 10 februari 2005) med. Den 12 juli 2010 släppte Loona låten "Vamos a la playa" (ursprungligen av Miranda).